# Martin Henatsch
Martin Henatsch (* 1963 in Schleswig, Schleswig-Holstein) ist ein deutscher Kunstwissenschaftler und Ausstellungsmacher.
Martin Henatsch schloss sein Studium mit der Promotion an der Christian-Albrechts-Universität zu Kiel ab. Als wissenschaftlicher Mitarbeiter war er an der Kunsthalle zu Kiel, am Kunsthistorischen Institut der Christian-Albrechts-Universität zu Kiel, im Schleswig-Holsteinischen Kunstverein und an der Kunstakademie Münster tätig. Nach einer Vertretungsprofessur von 1996 bis 2003 für Manfred Schneckenburger gründete er das Büro Kunst und Öffentlichkeit in Münster. Zwischen 2003 und 2004 gründete er zusammen mit Gail Kirkpatrick die Kunsthalle Münster.
Von 1995 bis 2003 hatte Henatsch die Künstlerische Leitung des Wewerka-Pavillon, Münster inne, von 2007 bis 2015 jene der Herbert Gerisch-Stiftung. Seit 2008 ist er im Vorstand der Muthesius-Gesellschaft. 2014 eröffnete Henatsch das Büro Kunst & Öffentlichkeit in Hamburg. Im Mai 2017 folgte Henatsch einem Ruf als Rektor an die Kunsthochschule Mainz.

## Publikationen
- Die Entstehung des Plakates: Eine rezeptionsästhetische Untersuchung.  Olms, Georg, 1995, ISBN 978-34870-9875-3.
- Gerhard Richter: 18. Oktober 1977: Das verwischte Bild der Geschichte. Fischer Taschenbuch, 1999, ISBN 978-35961-3626-1.
- Wie die Natur. Henry Moore: Druckgrafik und Plastik.  (deutsch, englisch) Kerber, Christof; 2007, ISBN 978-38667-8082-8.
- Wo bitte geht's zum Öffentlichen? Show me the way to public sphere!: Wiesbadener Kunstsommer 2006. Mit Friedrich von Borries. Kerber, Christof; 2007, ISBN 978-39380-2552-9.
- Gerisch-Skulpturenpark: Kunst im Aussenraum – Harry Maasz-Garten – Villa Wachholtz. (anlässlich der Einweihung des erweiterten Gerisch-Skulpturenparks am 8. September 2007). Hrsg. Herbert-Gerisch-Stiftung. Wachholtz, 2007, ISBN 978-35290-5181-4.
- August Westphalen: Zwischen Heimat und Metropole. Mit Bärbel Manitz. Hrsg. Herbert-Gerisch-Stiftung. Wachholtz, 2010, ISBN 978-35290-2765-9.
- Romuald Hazoumé: My Paradise – Made in Porto-Novo. (englisch) Hatje Cantz, 2010, ISBN 978-37757-2645-0.
- Emil Nolde und sein Sammler Paul Ströhmer: Eine frühe Sammlung expressionistischer Kunst in Neumünster. Mit Ulrike Wolff-Thomsen. Wachholtz, 2011, ISBN 978-35290-2888-5.
- Back to Earth: Von Ai Weiwei bis Picasso. Die Wiederentdeckung der Keramik in der Kunst. (englisch) Wachholtz, 2013, ISBN 978-35290-2861-8.